# Rāzole
Rāzole är en ort i Indien.   Den ligger i distriktet East Godāvari och delstaten Andhra Pradesh, i den södra delen av landet, 1 400 km söder om huvudstaden New Delhi. Rāzole ligger 13 meter över havet och antalet invånare är 14 204.
Terrängen runt Rāzole är mycket platt. Runt Rāzole är det tätbefolkat, med 709 invånare per kvadratkilometer. Närmaste större samhälle är Pālakollu, 12,5 km väster om Rāzole. Trakten runt Rāzole består till största delen av jordbruksmark.